# Farkasok völgye: Palesztina
A Farkasok völgye: Palesztina (eredeti cím: Kurtlar Vadisi: Filistin)  2011-ben bemutatott török akciófilm,  rendezte Zübeyr Şaşmaz.
Az egyik legdrágább török film, ami eddig készült. Része a Farkasok völgye sorozatnak, melynek előző részei a Farkasok völgye: Irak és a Farkasok völgye: Gladio.

## Cselekménye
|  | Alább a cselekmény részletei következnek! |

Izraeli katonák egy nagy török hajót támadnak meg, és sok civilt lemészárolnak. (a hajó humanitárius segítséget akar nyújtani a gázai menekülteknek)
Egy török kommandó Polat Alemdar vezetésével Jeruzsálembe érkezik. Céljuk a zsidó titkosszolgálat vérengző vezetőjének likvidálása. Azonban egy útlevél-ellenőrzésen nem akarják őket átengedni. Véletlenül ugyanott akar átmenni egy amerikai idegenvezetőnő is, akinek csoportja már átment az ellenőrzésen. A törökök akcióba lépnek, és néhány katona lelövésével bejutnak. Egy palesztin sofőr, Abdullah vár rájuk egy minibusszal, akit szintén feltartóztatnak az izraeli katonák. A kavarodásban a nőt is lövés éri, akit magukkal visznek. A lövöldözésben 9 izraeli katona meghal és 10 megsebesül. Ez szemet szúr a titkosszolgálat vezetőjének, aki embereivel behatol a palesztin rendőrség által ellenőrzött területre, lelőnek néhány rendőrt, majd egy csomó civilt elhurcolnak, és sokat ok nélkül lelőnek.
A törökök ellentámadásba mennek, és jó pár izraeli katonát lelőnek, végül eltalálják a titkosszolgálat vezetőjét is, akit katonái elvonszolnak. A civil foglyokat kiszabadítják.
Az amerikai idegenvezetőnőről kiderül, hogy zsidó, de emiatt nem esik bántódása Abdullah házában, ahol az egész társaság étkezni kezd. Abdullahnak van egy tolószékben ülő fia, Ahmet, akit izraeli katonák tettek véletlenül nyomorékká, amikor hazafelé ment az iskolából és lövöldözés tört ki.
A törökök behatolnak egy izraeli katonai bázisra, és felrobbantják az információs központjukat. Itt megtudják, hogy Moshe, a titkosszolgálat vezetője életben van. A kemény katona (aki bal szemére megvakul) nem sokáig marad ágyban (orvosai szerint hetekig pihennie kellene), hanem amint magához tér, a törökök nyomába ered, akiknek mozgását a bázison megörökítették a kamerák.
Az izraeli katonák Abdullah házából mindenkit kihurcolnak az utcára, és autóba tuszkolják őket. Az egyetlen kivétel Abdullah nyomorék fia, akit nem visznek ki a katonák. Moshe ennek tudatában parancsot ad a ház lerombolására (amit ezt megelőzően az izraeliek már hat ízben megtettek).
A törökök támadást terveznek egy izraeli börtön ellen, ahol az izraeliek sok palesztin civilt tartanak fogva. A törökök megtámadják a bejáratot, ahol egy izraeli tank áll, amit sikerül elfoglalniuk, és ezzel lyukat lőnek a falba, ahol behatolnak a bázisra. Kiszabadítják a foglyokat, és eljutnak a börtön civil ruhás vezetőjéhez is, akit arra kényszerítenek, hogy hívja oda Moshét. Moshe hamarosan megérkezik helikopterrel. Előtte azonban a török kommandó egyik embere aláaknázta az izraeli helikoptereket. Az izraeliek egy palesztin vallási vezetőt hurcolnak magukkal, de őt a törökök kicserélik a börtön vezetőjére, majd elrepülnek egy helikopterrel. Az összes többi gép a földön felrobban, így nem tudják üldözni őket. A börtön vezetője meghal, de Moshe életben marad.
Moshe katonai támadást indít a palesztin település ellen. Egy tankot és egy helikoptert is bevetnek. A palesztinok nagy veszteségeket szenvednek, de sok izraeli  katonát megölnek. A palesztinok a tankot Molotov-koktélokkal teszik harcképtelenné, majd a török kommandó vezetője kilövi a helikoptert egy páncélököllel. Végül szembekerül ő és Moshe, Moshe az összecsapásban meghal.
|  | Itt a vége a cselekmény részletezésének! |

## Szereposztás
- Necati Şaşmaz - Polat Alemdar, a török kommandó vezetője
- Erdal Beşikçioğlu - Moshe Ben Eliyezer, az izraeli titkosszolgálat vezetője
- Nur Fettahoğlu - Simone Lévi, amerikai idegenvezetőnő
- Gürkan Uygun - Memati Baş
- Kenan Çoban - Abdülhey Çoban
- Erkan Sever - Abdullah
- Zafer Diper - Avi
- Umut Karadağ
- Mustafa Yaşar

## Fordítás
Ez a szócikk részben vagy egészben  a   Valley of the Wolves: Palestine című angol Wikipédia-szócikk fordításán alapul.  Az eredeti cikk szerkesztőit annak laptörténete sorolja fel. Ez a jelzés csupán a megfogalmazás eredetét és a szerzői jogokat jelzi, nem szolgál a cikkben szereplő információk forrásmegjelöléseként.